# Meetkerke
Meetkerke é uma vila e deelgemeente belga do município de Zuienkerke, província de Flandres Ocidental. Em 31 de Dezembro de 2005, tinha 396 habitantes e 9,36 km².

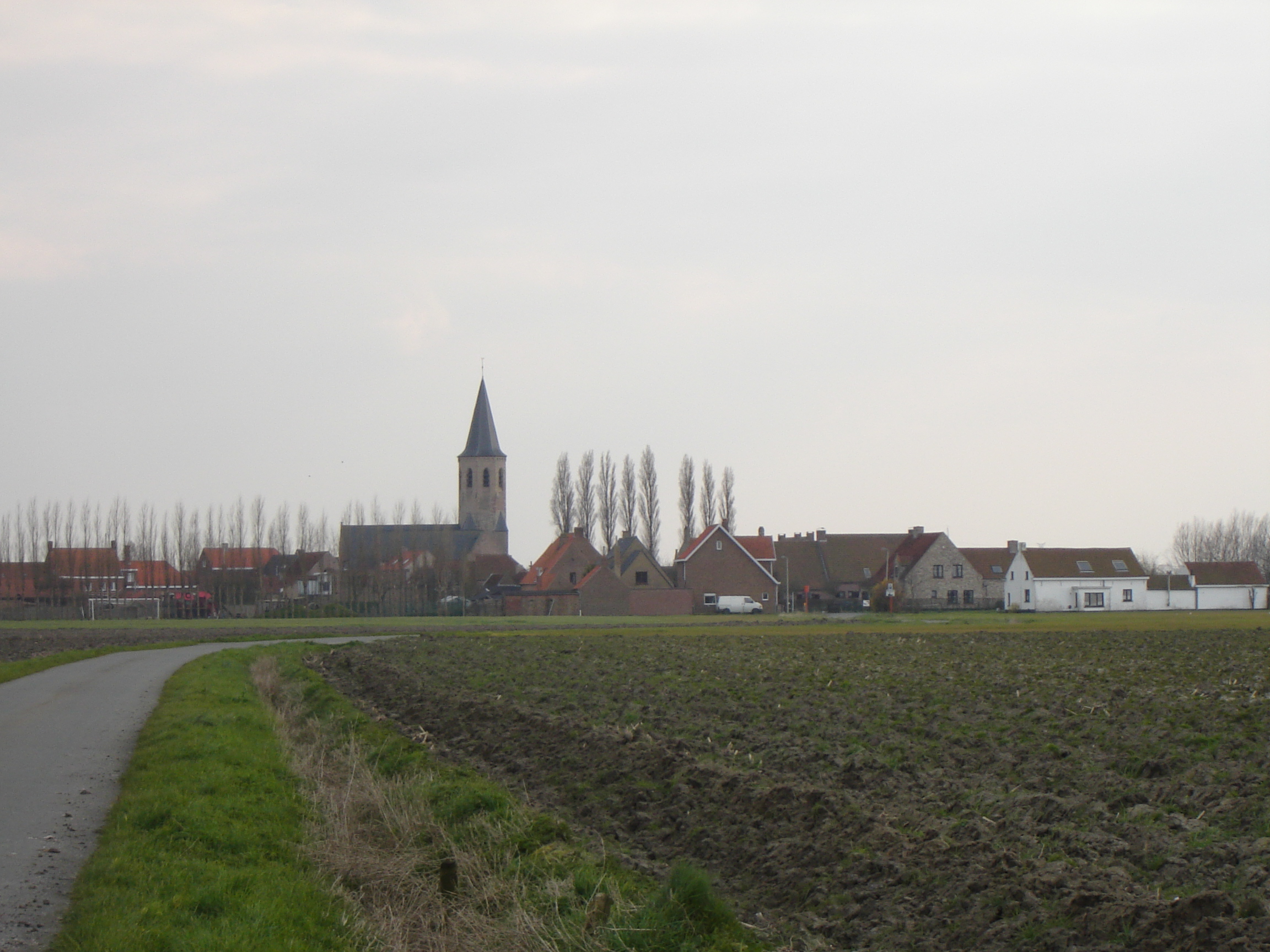
Vista de Meetkerke.